# Fidżi na Letnich Igrzyskach Olimpijskich 2004
Fidżi na Letnich Igrzyskach Olimpijskich 2004 reprezentowało 10 sportowców.

## Skład kadry

### Judo
Kobiety:
- Elina Vavailagi Nasaudrodro - kategoria do 57 kg - przegrana w rundzie Last 32
- Sisilia Naisiga Rasoikiso - kategoria do 78 kg - przegrana w rundzie Last 32

### Lekkoatletyka
Kobiety:
- Makelesi Bulikiobo - bieg na 400 m - Runda 1: 53.58 s

Mężczyźni:
- Isireli Naikelekelevesi - bieg na 800 m - Runda 1: 1:49.1

### Łucznictwo
- Rob Elder - 48. miejsce

### Pływanie
- Carl Probert
  - 50 m st. dowolnym - kwalifikacje: 23.31
  - 100 m st. dowolnym - kwalifikacje: 51.42

### Podnoszenie ciężarów
- Ivy Shaw - kategoria do 75 kg - 185,0 kg (12. miejsce)

### Strzelectwo
- Glenn Kable - 111 pkt, (30. miejsce)